# Konkurs Piosenki Eurowizji 1956
1. Konkurs Piosenki Eurowizji został rozegrany w czwartek, 24 maja 1956 roku w Teatro Kursaal w Lugano. Organizatorem konkursu był szwajcarski radiowy nadawca publiczny Radiotelevisione svizzera (RTSI). Prowadzącym konkurs był Lohengrin Filipello.
Finał konkursu wygrała Lys Assia, reprezentantka Szwajcarii z piosenką „Refrain”.

## Przebieg konkursu
Pierwszy konkurs transmitowany był głównie przez publiczne rozgłośnie radiowe, natomiast prezentacja telewizyjna możliwa była jedynie w krajach, które w powojennej sytuacji miały dostęp do odbioru sygnału telewizyjnego. Konkurs odbył się o godz. 21:00 czasu środkowoeuropejskiego.
Występ w przerwie głosowania musiał zostać przedłużony z powodu opóźnień, wywołanych procedurą przyjmowania głosów od jurorów z poszczególnych krajów.
Każdy uczestniczący w konkursie kraj wysłał do Lugano dwóch jurorów, z wyjątkiem Luksemburga, dla których przyjazd sędziów był niemożliwy. Regulamin konkursu umożliwiał sędziom oddanie od 1 do 10 punktu na każdą piosenkę, włącznie z tą reprezentującą własny kraj. Szwajcarska komisja dodatkowo miała zezwolenie od EBU do zagłosowania w imieniu Luksemburga. Fakty te mogą sugerować faworyzację Szwajcarii jako zwycięzcy.

### Utracony zapis
Chociaż konkurs był nagrywany dla telewizji w niektórych krajach europejskich (ze względu na to, że telewizory były wtedy jeszcze dość rzadkie), nie zachowały się żadne kopie, z wyjątkiem powtórnego występu Lys Assii na koniec konkursu.
W 2021 roku w sieci został opublikowany prawie sześciominutowy film z bisem zwycięskiej piosenki, nagrany przez szwajcarskiego fotografa Vincenzo Vicariego, który na swojej stronie internetowej udostępnił także inne zdjęcia z występów na żywo oraz z prób.

## Wyniki
Nieznane są pełne wyniki konkursu, ponieważ nigdy nie ujawniono całości głosowania. W książce Simona Barclaya The Complete and Independent Guide to the Eurovision Song Contest 2010 uwzględniono pełne wyniki głosowania jury, jednak nie podano źródła informacji.
Zwycięska piosenka nie została wydana na rynek.
| Kraj       | L.p. | Artysta                | Piosenka                          | Język        | Miejsce | L.p. | Piosenka         | Miejsce                       | Język        | Miejsce |
| ---------- | ---- | ---------------------- | --------------------------------- | ------------ | ------- | ---- | ---------------- | ----------------------------- | ------------ | ------- |
| Holandia   | 1    | Jetty Paerl            | „De vogels van Holland”           | niderlandzki | b.d.    | 8    | Corry Brokken    | „Voorgoed voorbij”            | niderlandzki | b.d.    |
| Szwajcaria | 2    | Lys Assia              | „Das alte Karussell”              | niemiecki    | b.d.    | 9    | Lys Assia        | „Refrain”                     | francuski    | 1       |
| Belgia     | 3    | Fud Leclerc            | „Messieurs les noyés de la Seine” | francuski    | b.d.    | 10   | Mony Marc        | „Le plus beau jour de ma vie” | francuski    | b.d.    |
| Niemcy     | 4    | Walter Andreas Schwarz | „Im Wartesaal zum großen Glück”   | niemiecki    | b.d.    | 11   | Freddy Quinn     | „So geht das jede Nacht”      | niemiecki    | b.d.    |
| Francja    | 5    | Mathé Altéry           | „Le temps perdu”                  | francuski    | b.d.    | 12   | Dany Dauberson   | „Il est là”                   | francuski    | b.d.    |
| Luksemburg | 6    | Michèle Arnaud         | „Ne crois pas”                    | francuski    | b.d.    | 13   | Michèle Arnaud   | „Les amants de minuit”        | francuski    | b.d.    |
| Włochy     | 7    | Franca Raimondi        | „Aprite le finestre”              | włoski       | b.d.    | 14   | Tonina Torrielli | „Amami se vuoi”               | włoski       | b.d.    |